# Јорктаун (Индијана)
Јорктаун (енгл. Yorktown) град је у америчкој савезној држави Индијана.

## Демографија
По попису из 2010. године број становника је 9.405, што је 4.62 (96,6%) становника више него 2000. године.
| Група             | 2000.         | 2010.         |
| Белци             | 4.655 (97,3%) | 8.889 (94,5%) |
| Афроамериканци    | 46 (1,0%)     | 148 (1,6%)    |
| Азијати           | 17 (0,4%)     | 143 (1,5%)    |
| Хиспаноамериканци | 35 (0,7%)     | 123 (1,3%)    |
| Укупно            | 4.785         | 9.405         |